# 海蔵寺 (京丹後市)
海蔵寺（かいぞうじ）は、京都府京丹後市網野町掛津102にある曹洞宗の寺院。山号は掛津山（かしんざん）。本尊は釈迦牟尼如来である。国指定天然記念物「琴引浜鳴き砂」の保全を祈願するお寺である。

## 歴史
長和年間（1012年 - 1017年）には掛津浦前浜の人家が増えたことで、字椿原に一堂宇を建設したことに起源を持つ。長和3年（1014年）頃から長禄3年（1459年）頃まで、本寺は字椿原にあり、薬師如来および日光・月光両菩薩が奉置されていた。
もともと海蔵寺は真言宗であったが、2021年（令和3年）現在は曹洞宗で智源寺末である。元和3年（1617年）には堂宇と仏像を大道の地に移し、正徳2年（1712年）に墓の下に精舎を創建して海蔵寺と称した。文政6年（1823年）4月1日、火災で海蔵寺は全焼した。
火災後には東之丘の現在地に境内を定め、中興2世である良獄鶴栄和尚の代に寺を建てた。1927年（昭和2年）3月7日、北丹後地震により寺は全壊・全焼し、墓石のほとんどが倒壊、過去帳も焼失するなど甚大な被害を受けた。そのため、1930年（昭和5年）に応急措置として本堂が再建され、この本堂が今日に至っている。

## 境内
- 本堂 - 本尊の釈迦牟尼如来は木彫で37cmである[5]。禅宗寺院として座禅の普及に努めており、本堂では座禅体験を行っている[6]。
- 山門 - 名称は琴祥門。
- 大乗妙典塔 - 安永8年（1779年）建立[5]。

## 行事
- 1月 - 大般若祈祷会 - 『大般若経』全600巻を転読する法要[6]。
- 3月7日 - 丹後震災供養会
- 7月23日‐琴引浜鳴き砂供養観音祭

## アクセス
鉄道
京都丹後鉄道宮津線網野駅より車約10分。
自家用車
国道178号近く。